# Bemidji
Bemidji è una città degli Stati Uniti d'America, capoluogo della contea di Beltrami, nello Stato del Minnesota. Sorge lungo la sponda sudoccidentale del lago Bemidji, il più settentrionale a ricevere le acque del Mississippi.
Sede della Bemidji State University, del Northwest Technical College e dell'Oak Hills Christian College, nei pressi della città si trova il Parco nazionale del lago Bemidji. Bemidji, che ha dato i natali a Scott Baird, Matt De Marchi e Jane Russell, è una delle città più fredde del Minnesota, e di tutti gli Stati Uniti: il 31 gennaio 2019 sono stati registrati -41°C.

## Toponimo
Il nome Bemidji deriva dall'ojibway Bemijigamaag, che vuol dire "lago che attraversa un'altra massa d'acqua". In ojibway la città è detta a volte Wabigamaang ("sullo stretto del lago"), poiché parte di essa sorge sul braccio lacustre che congiunge il Bemidji all'Irving, e lo attraversa distendendosi sulla sponda orientale di questo secondo lago.

## Media
Bemidji è conosciuta anche al di fuori del Minnesota e degli stessi Stati Uniti per essere la location principale in cui si svolge la serie televisiva Fargo.

## Galleria d'immagini

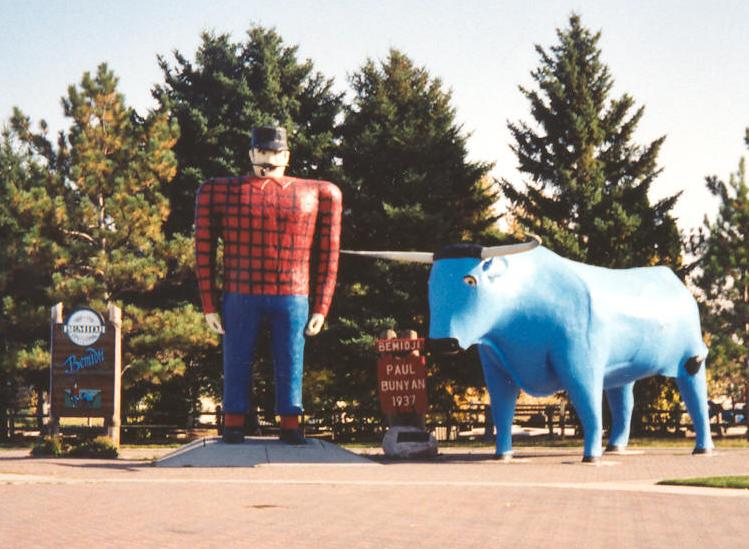
Paul Bunyan e Babe
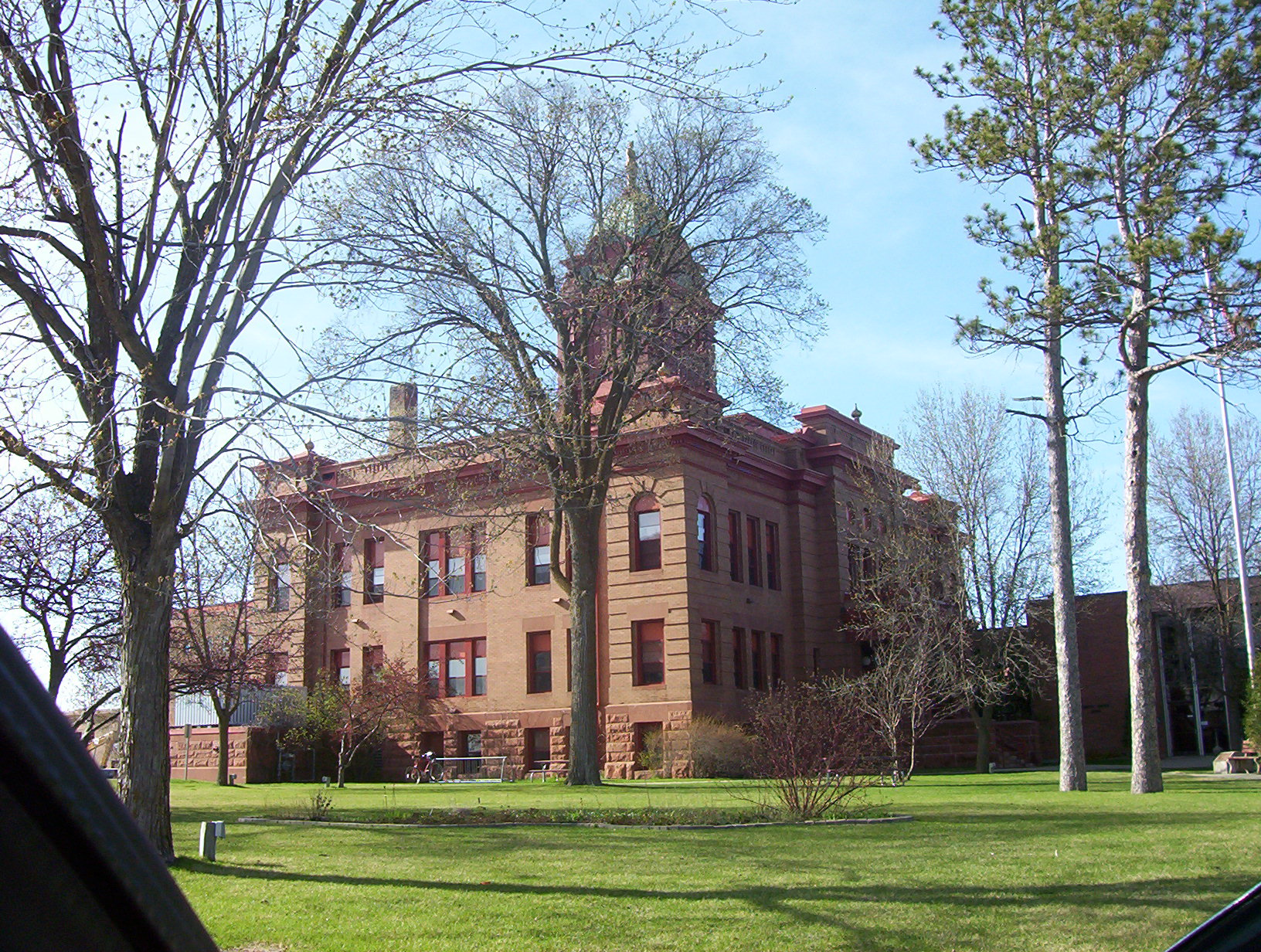
Il tribunale
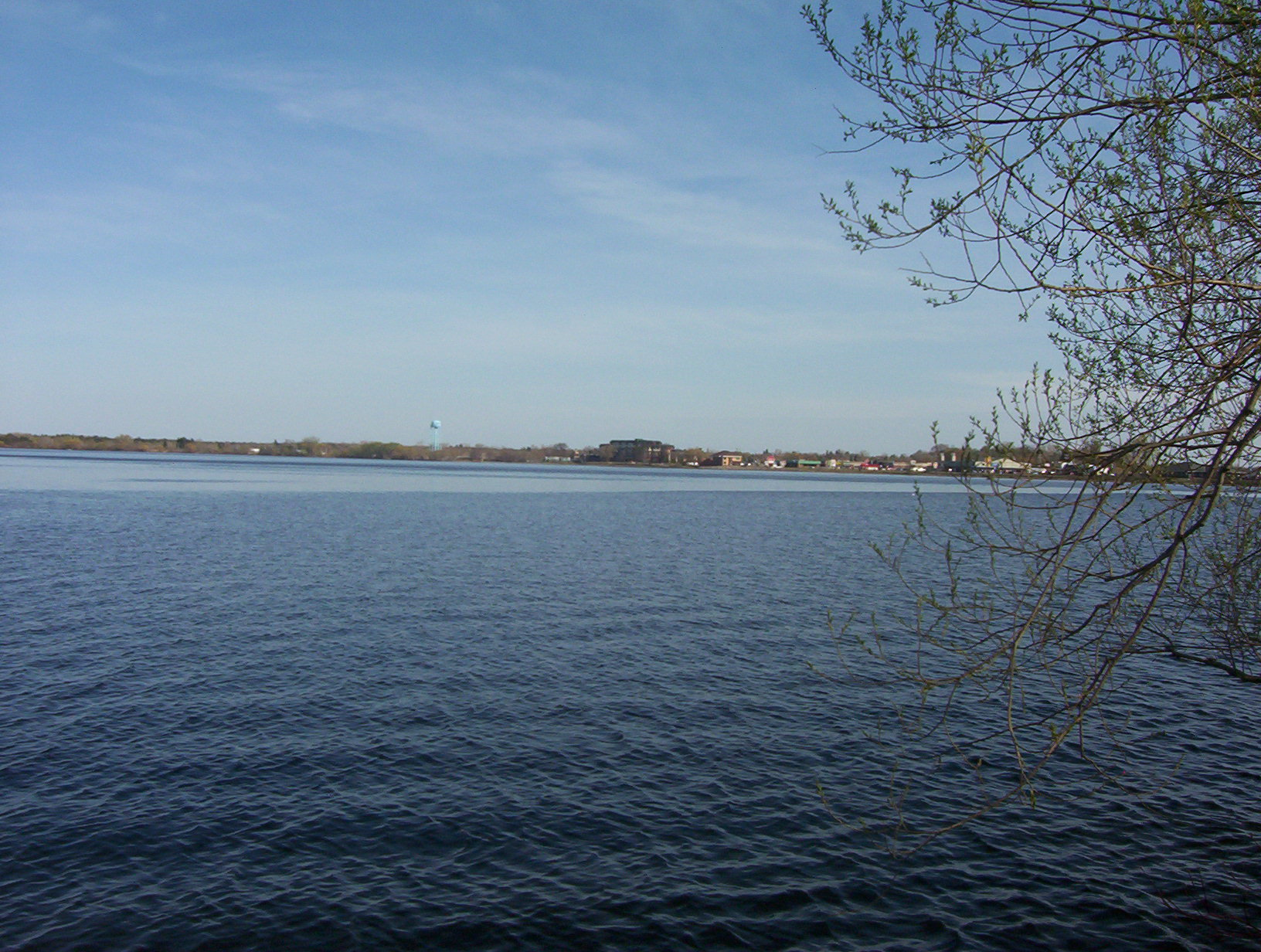
Il lago Bemidji